# Locarno Film Festival/Leopard – Bester Darsteller

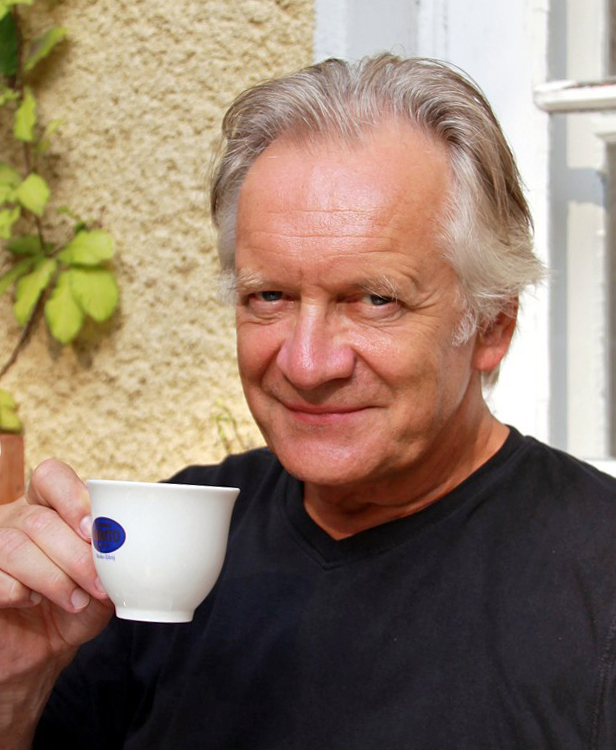
Preisträger 2016: Der polnische Schauspieler Andrzej Seweryn (Die letzte Familie)

Der Leopard für den besten Darsteller (italienisch Pardo per il migliore attore) honorierte beim jährlich veranstalteten Filmfestival von Locarno die beste schauspielerische Leistung eines Haupt- oder Nebendarstellers in einem Wettbewerbsfilm. Eine solche Auszeichnung wurde erstmals bei der elften Auflage des Festivals im Jahr 1958 verliehen. Über die Vergabe des Preises, der dem Gewinner ab 2006 in Form einer silbernen Leopardenstatuette überreicht wurde, stimmt die Wettbewerbsjury ab, die sich meistens aus internationalen Filmschaffenden zusammensetzte.
Beginnen mit der 76. Ausgabe 2023 hat die Festivalleitung geschlechtsneutrale Preise für Schauspielleistungen eingeführt, die die Auszeichnungen für weibliche und männliche Rollen ersetzten. Die Neuerung gilt auch für die Sektion Concorso Cineasti del presente. Damit möchte das Festival noch offener und inklusiver werden, um die Vielfalt von Talenten uneingeschränkt repräsentieren zu können.

## Preisträger
Am häufigsten mit dem Darstellerpreis ausgezeichnet wurden deutsche Filmschauspieler (fünf Siege), gefolgt von ihren Kollegen aus Frankreich und den USA (je drei). Bislang konnte kein Schauspieler die Auszeichnung mehr als einmal gewinnen. Ebenso blieb bisher der Sieg eines Schweizer Schauspielers aus.
| Jahr      | Originaltitel                                        | Originaltitel                                                    | Deutscher Titel                                 |                      |
| --------- | ---------------------------------------------------- | ---------------------------------------------------------------- | ----------------------------------------------- | -------------------- |
| 1958 ¹    | Shan Kwan                                            | Ah Q zheng zhuan                                                 | k. A.                                           |                      |
| 1959      | Ernest Borgnine                                      | The Rabbit Trap                                                  | Die Kaninchenfalle                              |                      |
| 1960 ¹    | Johnny Nash                                          | Take a Giant Step                                                | Spring über Deinen Schatten                     |                      |
| 1961–1963 | Preis nicht vergeben                                 | Preis nicht vergeben                                             | Preis nicht vergeben                            | Preis nicht vergeben |
| 1964 ¹    | Gene Kelly                                           | What a Way to Go!                                                | Immer mit einem anderen                         |                      |
| 1965–1976 | Preis nicht vergeben                                 | Preis nicht vergeben                                             | Preis nicht vergeben                            | Preis nicht vergeben |
| 1977 ²    | József Madaras                                       | Pókfoci                                                          | Spinnenfußball                                  |                      |
| 1978–1988 | Preis nicht vergeben                                 | Preis nicht vergeben                                             | Preis nicht vergeben                            | Preis nicht vergeben |
| 1989 ²    | Adam Kamien                                          | Kornblumenblau                                                   | Kornblumenblau                                  |                      |
| 1990–1992 | Preis nicht vergeben                                 | Preis nicht vergeben                                             | Preis nicht vergeben                            | Preis nicht vergeben |
| 1993 ²    | André Eisermann                                      | Kaspar Hauser                                                    | Kaspar Hauser                                   |                      |
| 1994      | Preis nicht vergeben                                 | Preis nicht vergeben                                             | Preis nicht vergeben                            | Preis nicht vergeben |
| 1995 ²    | Samy Naceri                                          | Rai                                                              | k. A.                                           |                      |
| 1996 ²    | Grégoire Colin                                       | Nénette et Boni                                                  | Nénette und Boni                                |                      |
| 1997 ²    | Valerio Mastandrea                                   | Tutti giù per terra                                              | Blei an den Flügeln                             |                      |
| 1998 ²    | Mehmet Kurtuluş Aleksandar Jovanovic Adam Bousdoukos | Kurz und schmerzlos                                              | Kurz und schmerzlos                             |                      |
| 1999 ²    | Serge Riaboukine                                     | Peau d’homme coeur de bête                                       | Stumme Schreie                                  |                      |
| 2000 ³    | Roland Düringer Josef Hader Joachim Bißmeier         | Der Überfall                                                     | Der Überfall                                    |                      |
| 2001 ³    | Andoni Gracia                                        | Alla rivoluzione sulla due cavalli                               | k. A.                                           |                      |
| 2002 ³    | Yorgos Karayannis                                    | Dyskoloi apohairetismoi: O babas mou                             | Hard Goodbyes: My Father                        |                      |
| 2003 ³    | Serban Ionescu                                       | Maria                                                            | Maria                                           |                      |
| 2004 ³    | Mohammad Bakri                                       | Private                                                          | Private                                         |                      |
| 2005 ³    | Patrick Drolet                                       | La neuvaine                                                      | La Neuvaine                                     |                      |
| 2006      | Burghart Klaußner                                    | Der Mann von der Botschaft                                       | Der Mann von der Botschaft                      |                      |
| 2007      | Michel Piccoli                                       | Sous les toits de Paris                                          | k. A.                                           |                      |
| 2007      | Michele Venitucci                                    | Fuori dalle corde                                                | Out of Bounds – Letzte Hoffnung Straßenkämpfer  |                      |
| 2008      | Tayanç Ayaydin                                       | Pazar – Bir ticaret masali                                       | Pazar – Der Markt                               |                      |
| 2009      | Antonis Kafetzopoulos                                | Ακαδημία Πλάτωνος (Akadimia Platonos)                            | Kleine Wunder in Athen                          |                      |
| 2010      | Emmanuel Bilodeau                                    | Curling                                                          | Curling                                         |                      |
| 2011      | Bogdan Dumitrache                                    | Din dragoste cu cele mai bune intentii                           | k. A.                                           |                      |
| 2012      | Walter Saabel                                        | Der Glanz des Tages                                              | Der Glanz des Tages                             |                      |
| 2013      | Fernando Bacilio                                     | El mudo                                                          | k. A.                                           |                      |
| 2014      | Artyom Bystrov                                       | Durak                                                            | Durak – Der ehrliche Idiot                      |                      |
| 2015      | Jung Jae-young                                       | 지금은 맞고 그때는 틀리다 (Jigeumeun matgo geuttaeneun teullida) | Right Now, Wrong Then                           |                      |
| 2016      | Andrzej Seweryn                                      | Ostatnia rodzina                                                 | Die letzte Familie                              |                      |
| 2017      | Elliott Crosset Hove                                 | Vinterbrødre                                                     | Winterbrüder                                    |                      |
| 2018      | Ki Joo Bong                                          | Gangbyun Hotel / Hotel by the River                              | Das Hotel am Fluss                              |                      |
| 2019      | Regis Myrupu                                         | A Febre                                                          | A Febre                                         |                      |
| 2021      | Mohamed Mellali Valero Escolar                       | Sis dies corrents                                                | Sechs Tage unter Strom – Unterwegs in Barcelona |                      |
| 2022      | Reinaldo Amien Gutiérrez                             | Tengo sueños eléctricos                                          | Tengo sueños eléctricos                         |                      |

¹ = 1958, 1960 und 1964 wurde der beste Schauspieler mit dem Filmpreis Silbernes Segel geehrt.

² = Zwischen 1977 und 1999 verlieh die Wettbewerbsjury den Darstellerpreis als Spezialpreis.

³ = Zwischen 2000 und 2005 wurde der beste Schauspieler mit einem Bronzenen Leoparden ausgezeichnet.